# Реваківці
Рева́ківці — село в Україні, у Неполоковецькій селищній громаді Чернівецького району Чернівецької області.

## Населення
Національний склад населення за даними перепису 1930 року у Румунії:
| Національність | Кількість осіб | Відсоток |
| -------------- | -------------- | -------- |
| українці       | 670            | 91,16 %  |
| євреї          | 37             | 5,03 %   |
| поляки         | 17             | 2,31 %   |
| румуни         | 7              | 0,95 %   |
| німці          | 2              | 0,27 %   |
| росіяни        | 2              | 0,27 %   |

Мовний склад населення за даними перепису 1930 року:
| Мова       | Кількість осіб | Відсоток |
| ---------- | -------------- | -------- |
| українська | 674            | 91,70 %  |
| їдиш       | 37             | 5,03 %   |
| польська   | 18             | 2,45 %   |
| румунська  | 2              | 0,27 %   |
| німецька   | 2              | 0,27 %   |
| російська  | 2              | 0,27 %   |

### Мова
Розподіл населення за рідною мовою за даними перепису 2001 року:
| Мова       | Кількість | Відсоток |
| ---------- | --------- | -------- |
| українська | 803       | 98.89%   |
| російська  | 6         | 0.74%    |
| румунська  | 3         | 0.37%    |
| Усього     | 812       | 100%     |

Ваня боднар крутий тіп брат артема
Вже не крутий,обісрався на дискотеці в клубі.